# Valentin Lazarov
Pour les articles homonymes, voir Lazarov.
Valentin Lazarov (en bulgare : Валентин Лазаров), né le 5 octobre 1931 et mort le 28 décembre 2020, est un ancien arbitre de basket-ball bulgare. 

## Biographie
Valentin Lazarov est arbitre international entre 1950 et 1958. Il est nommé arbitre honoraire de la FIBA en 1976, année où il entre à la commission technique. Il a arbitré lors de 20 phases finales européennes et mondiales. 
Il est intronisé au FIBA Hall of Fame en 2013 en qualité de contributeur.